# Parnell (Iowa)
Parnell es una ciudad ubicada en el condado de Iowa en el estado estadounidense de Iowa. En el Censo de 2010 tenía una población de 193 habitantes y una densidad poblacional de 430,74 personas por km².

## Geografía
Parnell se encuentra ubicada en las coordenadas 41°35′1″N 92°0′16″O / 41.58361, -92.00444. Según la Oficina del Censo de los Estados Unidos, Parnell tiene una superficie total de 0.45 km², de la cual 0.45 km² corresponden a tierra firme y (0%) 0 km² es agua.

## Demografía
Según el censo de 2010, había 193 personas residiendo en Parnell. La densidad de población era de 430,74 hab./km². De los 193 habitantes, Parnell estaba compuesto por el 97.41% blancos, el 0% eran afroamericanos, el 2.07% eran amerindios, el 0% eran asiáticos, el 0% eran isleños del Pacífico, el 0% eran de otras razas y el 0.52% pertenecían a dos o más razas. Del total de la población el 0.52% eran hispanos o latinos de cualquier raza.